# Stenodactylus doriae
Stenodactylus doriae е вид влечуго от семейство Геконови (Gekkonidae). Видът не е застрашен от изчезване.

## Разпространение и местообитание
Разпространен е в Йемен, Израел, Йордания, Ирак, Иран, Обединени арабски емирства, Оман и Саудитска Арабия.
Обитава места с песъчлива почва, поляни и дюни.

## Описание
Популацията на вида е стабилна.